# Andreu Oliva i Lacoma
Andreu Oliva i Lacoma (1885 - 18 de juny de 1976) fou un empresari i enginyer industrial català. Fill d'Andreu Oliva i Gallamí, qui el 1880 va fundar la Constructora de Máquinas situada al carrer de Pere IV del Poblenou (Barcelona). A la mort del seu pare ell i el seu cunyat Pau Artés Oliva van fer-se càrrec de l'empresa sota el nom Hijo y Yerno de Andrés Oliva, que el 1923 va augmentar el capital social a un milió de pessetes. Home amb bones relacions socials i comercials, va ser president de la Cambra Oficial d'Indústria de Barcelona de 1931 a 1936 i durant la Segona República Espanyola fou membre del Consell Nacional del Foment del Treball Nacional. Malgrat no haver tingut gaires conflictes amb els treballadors, en esclatar la guerra civil espanyola hagué de fugir de Barcelona i la fàbrica fou col·lectivitzada i integrada en la indústria de guerra.
El 1938 fou nomenat president honorari de la Cambra de Comerç i de 1943 a 1949 fou vicepresident de la Diputació de Barcelona.
El 1948 la seva empresa va passar a anomenar-se Talleres Artés Oliva i el 1952 es transformà en societat anònima triplicant el seu capital social. Alhora, el mateix any forma part del primer consell
d'administració del Patronat dels Habitatges del Congrés Eucarístic. El 1964 va presidir la II Fira Nacional de Maquinària Tèxtil a Barcelona. Va morir el 18 de juny de 1976 i fou sebollit al cementiri de Vic.